# 뒷어금니

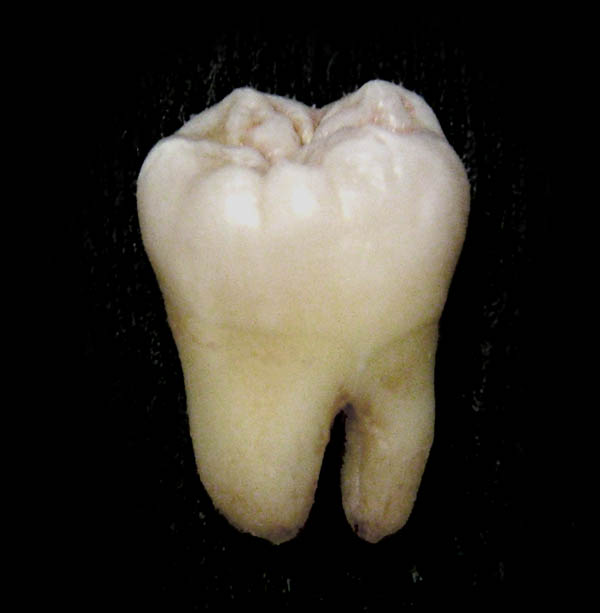

뒷어금니는 대부분의 포유류에서 치아의 가장 후방에 있는이다. 큰어금니 또는 대구치(大臼齒)라고도 한다.